# Ла-Пас (Боливия)
Ла-Па́с, полное название Нуэ́стра-Сеньо́ра-де-Ла-Пас (исп. La Paz, Nuestra Señora de La Paz, айм. Chuqiyapu) — город в Боливии, фактически выполняющий функцию столицы государства (с 1898), а также административный центр департамента Ла-Пас.
Население города с пригородами составляет 1 609 000 человек, что делает Ла-Пас крупнейшим городом Боливии, без пригородов Ла-Пас уступает первое место городу Санта-Крус-де-ла-Сьерра.
В Ла-Пасе находится большинство государственных учреждений Боливии, в том числе резиденция президента страны, хотя номинальной (конституционной) столицей является Сукре.

## Этимология
Основан 16 июля 1548 года испанскими конкистадорами и получил название Сьюдад-де-Нуэстра-Сеньора-де-ла-Пас — «город богородицы мира» (от испанских слов ciudad — «город», de — предлог, nuestra señora — «наша госпожа», то есть «богородица», la paz — «мир»); элемент la paz был включён в название в знак примирения двух ранее враждовавших предводителей конкистадоров. Обычно название употреблялось в краткой форме Ла-Пас («мир»). В 1825 году город был освобождён от испанцев, а в 1827 году переименован в Ла-Пас-де-Аякучо — «мир Аякучо» в честь победы над испанцами, одержанной в 1824 году в сражении под городом Аякучо армией под командованием Антонио Сукре. Краткая форма названия осталась без изменения.

## География
Ла-Пас расположен на берегу реки Чокейяпу в глубоком эрозионном каньоне, сформированном миллионы лет назад водной и тектонической активностью, на высоте около 3600 м над уровнем моря, что делает его одной из самых высокогорных столиц в мире. Также в городе расположено самое высокогорное в мире гольфовое поле и футбольный стадион Эрнандо Силес, один из самых высоких в мире.
Из-за высокогорного расположения города климат в Ла-Пасе прохладный. Среднемесячная температура самого тёплого месяца (ноябрь) составляет около +10 °C, самого холодного (июль) — около +4 °C. Наблюдается практически постоянная разница суточных колебаний, особенно в сухой сезон, который длится с мая по август.
Особенностью Ла-Паса, из-за высокогорного положения и низких широт, является высочайший уровень УФ-излучения в мире, чему способствует также и меньшая толщина озонового слоя и продолжительное солнечное сияние, в связи с чем ультрафиолетовое излучение в полуденные часы свободно поступает. Если обычно экстремальным уровнем УФ-индекса является 11 и выше, то для Ла-Паса опасным считается только УФ-индекс 16 и выше.
| Показатель                              | Янв. | Фев. | Март | Апр.  | Май   | Июнь  | Июль  | Авг.  | Сен.  | Окт.  | Нояб. | Дек. | Год   |
| --------------------------------------- | ---- | ---- | ---- | ----- | ----- | ----- | ----- | ----- | ----- | ----- | ----- | ---- | ----- |
| Абсолютный максимум, °C                 | 25,4 | 22,8 | 24,5 | 22,9  | 24,0  | 20,0  | 23,3  | 20,9  | 23,0  | 23,0  | 24,2  | 22,2 | 25,4  |
| Средний суточный максимум, °C           | 14,3 | 14,3 | 14,2 | 14,4  | 14,4  | 14,0  | 13,4  | 13,7  | 15,3  | 15,5  | 17,0  | 15,7 | 15,0  |
| Средняя температура, °C                 | 9,3  | 9,0  | 8,9  | 7,7   | 6,3   | 4,9   | 4,5   | 5,4   | 7,3   | 7,0   | 10,0  | 9,8  | 7,5   |
| Средний суточный минимум, °C            | 4,4  | 4,4  | 3,6  | 1,0   | −1,9  | −4,3  | −4,4  | −3    | −0,8  | 1,5   | 2,7   | 4,0  | 0,5   |
| Абсолютный минимум, °C                  | −8,9 | −6,7 | −8,2 | −10,8 | −12,1 | −14,8 | −16,3 | −19,4 | −17,1 | −15,3 | −9,9  | −9   | −19,4 |
| Норма осадков, мм                       | 114  | 107  | 66   | 33    | 13    | 8     | 10    | 13    | 28    | 41    | 48    | 94   | 575   |
| Источник: weatheronline.uk, BBS Weather |      |      |      |       |       |       |       |       |       |       |       |      |       |

Аэропорт Эль-Альто является одним из самых высокорасположенных международных аэропортов в мире (4061 метр над уровнем моря), поэтому, когда у приземлившегося самолёта открываются двери, пассажиры могут ощутить резкое падение давления.

## История
Город был основан в 1548 году Алонсо де Мендосой неподалёку от старого индейского поселения Чукиаго. Поначалу назывался Нуэстра-Сеньора-де-ла-Пас (Nuestra Señora de La Paz — «Богоматерь мира»). В июле 1809 г. здесь вспыхнуло восстание против испанских колонизаторов, считающееся прологом к войне испанских колоний в Южной Америке за независимость (1810—1826). В 1825 г., когда Верхнее Перу стало независимым государством под названием Боливия после того как националисты-республиканцы разбили испанскую армию под Аякучо, город был переименован в Ла-Пас-де-Аякучо. Столицей страны стал Сукре, названный в честь лидера повстанцев Антонио Сукре.
Ла-Пас превратился в фактическую столицу Боливии с 1898 г. Правительство переехало в город 25 октября 1899 г., когда генерал Хосе Мануэль Пандо (исп. Jose Manuel Pando) принял президентский пост после федеральной революции 1899 г. Резиденция президента и правительства страны располагаются в Ла-Пасе до сих пор.
В апреле 1952 г. в Ла-Пасе произошло восстание, положившее начало Боливийской революции 1952 г. И вообще, являясь центром политической жизни страны, Ла-Пас на протяжении XX в. постоянно выступал в качестве главной арены для многочисленных восстаний, переворотов, революций и хунт, которые были в истории страны. Лишь в 1985 году в стране прошли свободные и всеобщие выборы.

## Экономика
Узел шоссейных и железных дорог. Международный аэропорт Эль-Альто.
В городе — ряд предприятий пищевой, лёгкой, табачной промышленности. Развито производство цемента, стекла, мебели и др.

## Достопримечательности
Старые кварталы с традиционными двухэтажными домами сохраняют традиционную прямоугольную сеть улиц колониального времени. Среди наиболее примечательных памятников архитектуры — дворец Диес-де-Медина (1775; трёхэтажный с аркадами и лестницами во внутренних дворах), дворец Вильяверде и др.; церкви — базилика Святого Франциска (около 1743—1784; трёхлопастной портал с богатой резьбой), Санто-Доминго (1726), Сан-Педро (1790; свод нефа и купол из известково-пемзовой массы на тростниковом каркасе).
В Национальном археологическом музее и Национальном музее искусств представлены предметы древнего индейского искусства, а также искусства колониальных времён.
Ежегодно 24 января в городе, как и в других городах плато Альтиплано, отмечается праздник-ярмарка Аласитас в честь бога изобилия доколумбовых времён Экеко. С ним связана легенда восстания коренных народов 1781 года против испанцев.
Довольно посещаемым местом у туристов является Лунная долина, расположенная недалеко от города. Для безопасности гостей устроен парк Valle de la Luna, откуда можно полюбоваться замысловатыми формами рельефа. Вход стоит 15 боливиано. Для тех, кто хочет самостоятельно познакомиться с Лунной долиной есть пешеходные маршруты вниз каньона к реке, где у местных частные огороды.
Для любителей экстремальных развлечений из Ла-Паса можно взять тур на велосипеде по дороге смерти. Бюджетные путешественники могут проехать на автобусе из Ла-Паса в Чулумани. Это дорога ничуть не уступает первой по количеству полученных эмоций.
Центральная автобусная станция Ла-Паса была сконструирована Гюставом Эйфелем, проектировщиком Эйфелевой башни. Открытая в 2014 году сеть из десяти канатных дорог Mi Teleferico стала самой крупной такой городской системой в мире.
В 2018 году была построена новая резиденция президента страны Большой дом народа.

## Образование
В городе расположены одни из самых важных университетов страны: 
| Основание  | Университет                                    | Университет | Университет     | Мировой рейтинг 2012 (CSIC Webometrics) | Латиноамериканский рейтинг 2012 (CSIC Webometrics) | Национальный рейтинг | Логотип | Сайт                          |
| 1830-10-25 | Высший университет Сан-Андреса                 | UMSA        | Государственный | 2266                                    | 182                                                | 2                    |         | UMSA                          |
| 1994-03-21 | Боливийский католический университет Сан-Пабло | UCB         | Частный         | 3449                                    | 308                                                | 3                    |         | UCB                           |
| –          | Центральный университет Боливии                | UNICEN      | Частный         | 4919                                    | 489                                                | 5                    |         | UNICEN                        |
| –          | Приватный университет Валье                    | UPV         | Частный         | 7686                                    | 757                                                | 8                    |         | UPV                           |
| –          | UP Boliviana                                   | UPB         | Частный         | 8206                                    | 822                                                | 9                    |         | Universidad Privada Boliviana |
| 1950       | Военно-инженерное училище                      | EMI         | Государственный | 10670                                   | 1103                                               | 13                   |         | EMI                           |
| –          | Салезианский университет Боливии               |             | Частный         | 11280                                   | 1174                                               | 16                   |         | Salesiana                     |
| –          | Университет Нур Боливия                        |             | Частный         | 12461                                   | 1333                                               | 18                   |         | NUR                           |
| –          | Университет Лойолы                             |             | Частный         | 13398                                   | 1499                                               | 20                   |         | Loyola                        |
| –          | Андийский университет имени Симона Боливара    | UASB        | Государственный | 13418                                   | 1506                                               | 21                   |         | UASB                          |

## В культуре
В честь Ла-Паса назван астероид (1008) Ла-Пас, открытый в 1923 году.

## Города-побратимы
| - Мадрид, Испания - Асунсьон, Парагвай - Богота, Колумбия - Буэнос-Айрес, Аргентина - Вадуц, Лихтенштейн - Каракас, Венесуэла - Гватемала, Гватемала - Гавана, Куба - Манагуа, Никарагуа - Мехико, Мексика - Монтевидео, Уругвай | - Панама, Панама - Хауха, Перу - Кито, Эквадор - Лиссабон, Португалия - Рио-де-Жанейро, Бразилия - Сан-Хосе, Коста-Рика - Сан-Хуан, Пуэрто-Рико - Сан-Сальвадор, Сальвадор - Сантьяго-де-Чили, Чили - Санто-Доминго, Доминиканская Республика | - Тегусигальпа, Гондурас - Мерида, Венесуэла - Сан-Паулу, Бразилия (1999) - Арика, Чили - Калама, Чили - Бонн, Германия - Куско, Перу (1984) - Коро, Венесуэла - Пачука-де-Сото, Мексика - Сарагоса, Испания - Москва, Россия |